# 1967-1970
1967-1970 (conosciuto anche come The Blue Album, L'album blu) è una compilation dei Beatles pubblicata nel 1973. Venne pubblicata assieme a The Red Album.

## Storia
I brani per l'album, insieme a quelli per il coevo 1962-1966, furono selezionati dal manager del gruppo, Allen Klein. I due album avrebbero dovuto essere affiancati da un documentario di Neil Aspinall, The Long and Winding Road, che però non venne realizzato. I quattro membri del gruppo non presero parte alla scelta dei brani. John Lennon, pochi mesi dopo la pubblicazione, riferì al Melody Maker che: «George, più di tutti noi, ha supervisionato la scelta del materiale (...) Mi hanno mandato delle liste di brani chiedendo la mia opinione, ma ero molto occupato». Paul McCartney riferì nel 1974 alla rivista Rolling Stone che «A dire il vero non mi interessavano granché» e che non li aveva ancora ascoltati. L'album venne pubblicato il 2 aprile e il giorno stesso i quattro membri licenziarono il manager.
La raccolta, insieme alla sua controparte, è stata ristampata il 10 novembre 2023 con l'aggiunta di alcuni brani. Le nove tracce aggiuntive sono: Within You Without You, Dear Prudence, Glass Onion, Blackbird, Hey Bulldog, Oh! Darling, I Want You (She's So Heavy), I Me Mine e l'inedita Now and Then.

## Copertina
La copertina ritrae i quattro musicisti nello stesso posto in cui venne scattata la foto per la copertina di Please Please Me e utilizzata anche per The Red Album. In origine, la foto doveva essere la copertina di Get Back, che in seguito prenderà il nome di Let It Be.

## Accoglienza
L'album arriva in prima posizione nella Billboard 200, in Francia, Austria e Spagna, in seconda nei Paesi Bassi, in Giappone, in Norvegia, nella Official Albums Chart ed in Germania Ovest, in terza in Canada e Svizzera, in quarta in Nuova Zelanda, in sesta in Italia ed in ottava in Australia.

## Tracce
- Tutti i brani sono stati scritti da John Lennon e Paul McCartney, eccetto dove segnato.

### Disco 1

#### Lato A (febbraio 1967 - settembre 1967)
1. Strawberry Fields Forever – 4:10
2. Penny Lane – 3:03
3. Sgt. Pepper's Lonely Hearts Club Band – 2:02
4. With a Little Help from My Friends – 2:44
5. Lucy in the Sky with Diamonds – 3:28
6. A Day in the Life – 5:33
7. All You Need Is Love – 3:48

#### Lato B (ottobre 1967 - ottobre 1968)
1. I Am the Walrus – 4:37
2. Hello Goodbye – 3:31
3. The Fool on the Hill – 3:00
4. Magical Mystery Tour – 2:51
5. Lady Madonna – 2:17
6. Hey Jude – 7:08
7. Revolution – 3:24

### Disco 2

#### Lato A (novembre 1968 - agosto 1969)
1. Back in the U.S.S.R. – 2:43
2. While My Guitar Gently Weeps – 4:45 (Harrison)
3. Ob-La-Di, Ob-La-Da – 3:05
4. Get Back – 3:14
5. Don't Let Me Down – 3:33
6. The Ballad of John and Yoko – 3:05
7. Old Brown Shoe – 3:18 (Harrison)

#### Lato B (settembre 1969 - maggio 1970)
1. Here Comes the Sun – 3:05 (Harrison)
2. Come Together – 4:20
3. Something – 3:03 (Harrison)
4. Octopus's Garden – 2:51 (Starkey)
5. Let It Be – 3:52
6. Across the Universe – 3:48
7. The Long and Winding Road – 3:38

## Formazione
- George Harrison — chitarre elettriche ed acustiche, voce; swarmandal e timpani in Strawberry Fields Forever
- John Lennon — voce, chitarra ritmica ed acustica
- Paul McCartney — voce, basso, pianoforte, chitarra acustica; mellotron in Strawberry Fields Forever, armonium in Penny Lane
- Ringo Starr — batteria, percussioni, voce

Altri musicisti
- Tony Fisher, Greg Bowen, Derek Watkins, Stanley Roderick — tromba in Strawberry Fields Forever
- John Hall, Derek Simpson, Norman Jones — violoncello in Strawberry Fields Forever
- Mal Evans — tamburino in Strawberry Fields Forever
- George Martin — pianoforte in Penny Lane
- Ray Swinfield, P. Goody, Manny Winters, Dennis Walton — flauto, ottavino in Penny Lane
- David Mason — tromba solista in Penny Lane
- Leon Calvert, Freddy Clayton, Bert Courtley, Duncan Campbell — tromba, flicorno in Penny Lane
- Dick Morgan, Mike Winfield — oboe, corno inglese in Penny Lane
- Frank Clarke — contrabbasso in Penny Lane
- James W. Buck, Neil Sanders, Tony Randell, John Burden — corno francese in Sgt. Pepper's Lonely Hearts Club Band
- Billy Preston - organo in Get Back e Don't Let Me Down

## Classifiche
| Classifica (1973)                        | Posizione massima |
| ---------------------------------------- | ----------------- |
| Australian Kent Music Report             | 11                |
| Austrian Albums Chart                    | 1                 |
| Canadian RPM Albums Chart                | 3                 |
| Dutch Mega Albums Chart                  | 2                 |
| Finnish Albums (Suomen virallinen lista) | 4                 |
| Italian M&D Albums Chart                 | 10                |
| Japanese Oricon LPs Chart                | 2                 |
| Norwegian VG-lista Albums Chart          | 2                 |
| Spanish Albums Chart                     | 1                 |
| UK Albums Chart                          | 2                 |
| US Billboard Top LPs & Tape              | 1                 |
| West German Media Control Albums Chart   | 2                 |

| Classifica (2021) | Posizione massima |
| ----------------- | ----------------- |
| Grecia            | 4                 |